# شمس مايو
شمس مايو (بالإسبانية: Sol de Mayo)‏ هو واحد من الشعارات الوطنية لكل من الأرجنتين وأوروغواي والفلبين، ويظهر على أعلام البلدان الثلاث.

## الشعارات

شمس مايو في العلم الأرجنتيني، 1818.
شمس مايو في علم بيرو، 1822.
شمس مايو في علم أوروغواي، 1828.
شمس مايو في علم الفلبين، 1946.
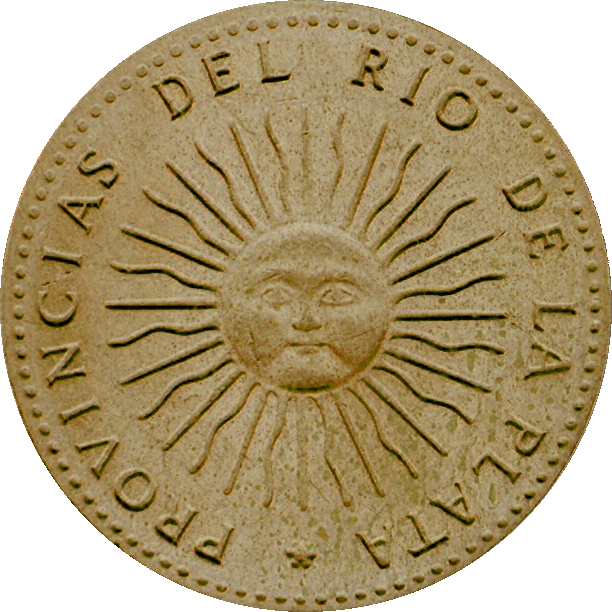
شمس مايو في أول عملة أرجنتينية، 1813.

## الملامح والتفاصيل
الشمس وتسمى شمس مايو، هو نسخة طبق الأصل من النقش على أول عملة أرجنتينية، وافق في عام 1813 من قبل الجمعية التأسيسية، التي كان ثمانية قيمة إيسكودو (دولار واحد إسباني).
في النموذج، وهو مشابه ل- ويمكن أن تستمد جزئيا من - والشمس في روعة شيوعا في شعارات النبالة الأوروبية. هذا وعادة ما يصور جدا مع الوجه، وبالتناوب مع أشعة مستقيم ومتموج (تمثل الضوء والحرارة على التوالي)، على الرغم من أنه لديه عادة أشعة فقط ستة عشر.
في عام 1978 تم تحديد لون الشمس ليكون أصفر ذهبي (أماريلو ووادي الذهب)، أن يكون قطرها الداخلي 10 سم، ويبلغ قطرها الخارجي 25 سم (قطر الشمس يساوي 5/6 ارتفاع شريط أبيض، ووجه الشمس هو 2/5 المؤرخ في أوجها). ويضم 32 أشعة و16 و16 على التوالي بتموجات في التناوب، ومنذ عام 1978 يجب أن تكون مطرزة في العلم الاحتفالية الرسمية.

## التسمية
سمية بـ«مايو» هو إشارة إلى ثورة مايو التي وقعت في الأسبوع من 18-25 مايو عام 1810، الذي شهدت الأرجنتين بداية الاستقلال عن الإمبراطورية الإسبانية بالنسبة للبلدان التي كانت جزءا من تاج الإسباني من ريو دي لا بلاتا بحلول ذلك الوقت.

## الرموز ذات صلة بها
ادعى دييغو أباد دي سانتيلان أن شمس مايو كان تمثيل الإنكا إله الشمس إنتي.

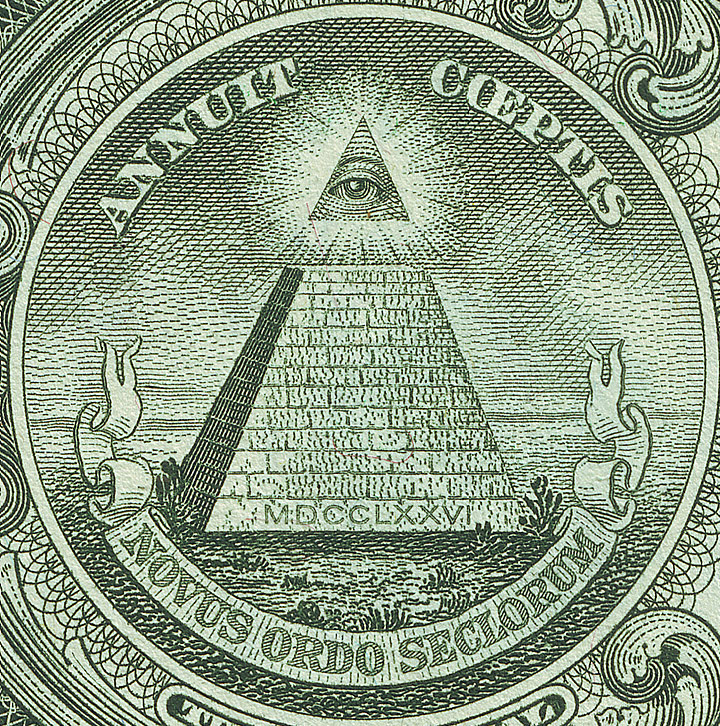
المثلث الماسوني المرسوم على الدولار الأمريكي قديما

الشمس، مثل قبعة فريجية في شعار الأرجنتين والعلم ثلاثي الموجات، واستخدمت بالفعل كشعار للثورة الفرنسية. وكان قد تردد أن مجموعة من النواب في الثورة الفرنسية استخدمت ختم مشابهة جدا شعار الأرجنتيني الحالي، بما في ذلك رمز الشمس. في فرنسا، تم استخدام أشعة الشمس وخاصة في ما يتعلق عبادة الكائن الأسمى. اعتمد الشمس في الثورة الفرنسية باعتباره رمزا من ماسوني تمثيل للعين بروفيدانس، في مثلث في موجة من أشعة الشمس. وهذا تمثيل نفسها نسخها مباشرة من المسيحية رمزا، والمثلث يمثل الثالوث (لا يزال ينظر هذا الرمز في بعض الكنائس والكاتدرائيات الأوروبية، ولكن كان استخدامه أبدا على نطاق واسع). وكان العين ربما بالفعل تمثيل الشرق الأوسط قبل زمن المسيح، ولكن وضع العين في المثلث والشمس للانفجار يبدو أنه قد تم متغير مسيحي بحت.
في الأوروبية التقليدية أعلام النبلاء، ويسمى نفسه رمزا لل شمس في روعة صاحب أو الشمس في مجده.

## الثرات
تعتبر الشمس بحانب أعلام الأرجنتين، وكذلك أصبحت الشمس مايو وشما يوشم بها الأرجنتينيون والبشر حول العالم وكذلك الممثلون الأرجنتينيون ما أشهر من ذلك وشم الممثلين (خوليان خيل ودييغو سولدانو).